# Avia BH-3
Avia BH-3 byl jednomístný stíhací dolnoplošník vyráběný na počátku 20. let 20. století československou firmou Avia. Konstruktéry letounu byli Pavel Beneš a Miroslav Hajn. Díky nim a jimi založené továrně Avia patřilo Československo k prvním zemím na světě, které ve 20. letech stavěly dolnokřídlé stíhačky v sérii.

## Vznik a vývoj
Prototyp letounu vzlétl 16. prosince 1921 pilotován továrním pilotem Bohumilem Munzarem. Na letišti ve Kbelích byl letoun 2. března 1922 převeden zástupcům MNO a Ministerstva obchodu (ministru národní obrany Udržalovi, generálnímu inspektoru čsl. vojsk dr. J. S. Macharovi a ministru obchodu inž. L. Novákovi), avšak 6. června 1922 došlo při předvádění komisi MNO k destrukci křídla a při následné havárii přišel pilot Munzar o život. Vedení Avie se podařilo přesvědčit MNO, že havárii nelze přičítat nedostatkům v konstrukci, proto se začalo se stavbou dalších dvou prototypů. První opět obdržel šestiválcový řadový motor BMW IIIa (185 k/136 kW), do druhého byl zabudován osmiválcový vidlicový motor Hispano Suiza 8Ba (220 k/162 kW). Tato verze dostala označení BH-4.
Po zkouškách dalšího prototypu BH-3 v listopadu 1922 s novým továrním pilotem Josefem Skubalem uznala komise výsledky zkoušek za vyhovující a v prosinci 1922 následovala objednávka na deset sériových strojů (vojenské označení B-3). Většina letounů byla předána mezi srpnem a říjnem 1923 leteckému pluku č. 1, 32. letecké rotě v Praze-Kbelích. Čtvrtý sériový letoun byl vrácen do Avie, která do něj zkušebně vestavěla licenční, šestiválcový řadový motor Walter W-IV (BMW-IV) o nominálním výkonu 220 k/162 kW. Původní zatažitelný chladič byl nahrazen pevným chladičem umístěným mezi vzpěrami hlavního podvozku. Tato verze se však dále nerozšířila.

## Popis letounu
Avia BH-3 byl jednomotorový, jednomístný vzpěrový dolnoplošník. Vzpěry křídla měly tvar V na rozdíl o předchozího typu BH-1 s rovnoběžnými vzpěrami. Kostra křídla byla vyrobena ze dřeva a potažena překližkou a plátnem. Rovněž dřevěný stabilizátor byl potažen překližkou, výškovka a směrovka plátnem. Trup byl dřevěný a povětšinou potažený plátnem. Prostor pilota byl otevřený a chráněn byl pouze větrným štítem. Při případném překocení letadla byl pilot chráněn pevnou, vyvýšenou pyramidou na trupu, vyšší než vyčnívající hlava pilota. To se stalo typickým znakem letounů konstrukčního dua Beneš-Hajn. Krycí plechy motoru byly z duralu. Zatažitelný chladič, což bylo tehdy technickou novinkou, byl umístěn pod trupem letounu. Motor BMW-IIIa poháněl pevnou dvoulistou vrtuli ze dřeva. Pevný, dvoukolový podvozek byl odpružen gumovými provazci, na zádi byla ostruha.

## Použití

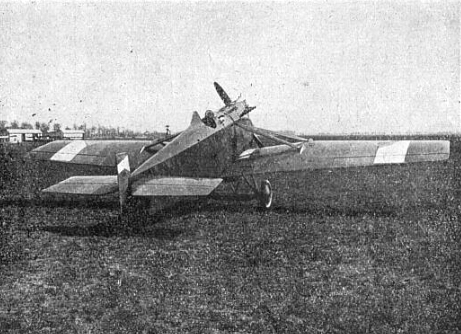
Avia BH-3 s motorem Walter W-IV o výkonu 220 HP (Letectví, květen 1924)

Tyto letouny nebyly mezi vojenskými letci příliš oblíbeny. Jednalo se sice o obratné, ale velmi citlivé stroje na přesnou pilotáž. Musely být řízeny doslova v každém režimu letu. Letoun měl silnou náchylnost přecházet do vývrtky anebo do polohy na zádech. Pro tyto letové vlastnosti dostal letoun přezdívku "bejk". Jako sporné se ukázalo rozhodnutí letectva přemístit tyto stroje od leteckého pluku ze Kbel do leteckého učiliště v Chebu. V roce 1924 byly dvě Avie BH-3 dodány přímo leteckému učilišti v Chebu a byly následovány velmi brzy všemi letouny původně přidělenými 1. leteckému pluku. Dva chebští pilotní žáci zaplatili za tento omyl životem. Po těchto událostech, kdy musela být poškozená letadla vyřazena, byla s těmito letouny zakázána jakákoliv akrobacie a sloužily pouze k základnímu výcviku. Ze služby byly BH-3 vyřazeny v roce 1927.
Za sportovní úspěch lze označit výkon pilota, rtm. Václava Kolomazníka (letecký pluk č. 1), na druhém prototypu BH-3, v hlavní kategorii A v rychlostním závodu o cenu prezidenta republiky v létě 1923, kdy obsadil 3. místo a dosáhl rychlosti 205 km/h.
K velkým výkonům letounu BH-3 patří i etapový let z Chebu do Paříže (Le Bourget) a zpět, který v říjnu roku 1923 uskutečnil pilot rtm. Josef Černohous. Druhý letoun BH-3, se kterým letěl mjr. Jaroslav Skála, havaroval v třetím dnu letu na francouzském území, po mezipřistáních v Mohuči a v Metách. Celkem odstartovala z Chebu eskadrila 5 letounů, která doprovázela prezidenta T. G. Masaryka na jeho první oficiální návštěvě Francie, Belgie a Anglie. Dne 19. října 1923 byl prezidentem francouzské republiky slavnostně připjat kříž čestné legie škpt. Aloisi Vicherkovi a rotmistru Josefu Černohousovi, kteroužto slavností pozornost Francie k československému letectvu vyvrcholila. Pilot rtm. Josef Černohous zahynul 7. srpna 1924 při záletu prototypu Avia BH-19, avšak nikoli pro chybu letounu nebo pilotáže, ale - jak prokázala pitva - pro perforaci zaníceného slepého střeva, při které pilot v návalu bolesti ztratil vědomí.

## Specifikace (BH-3)

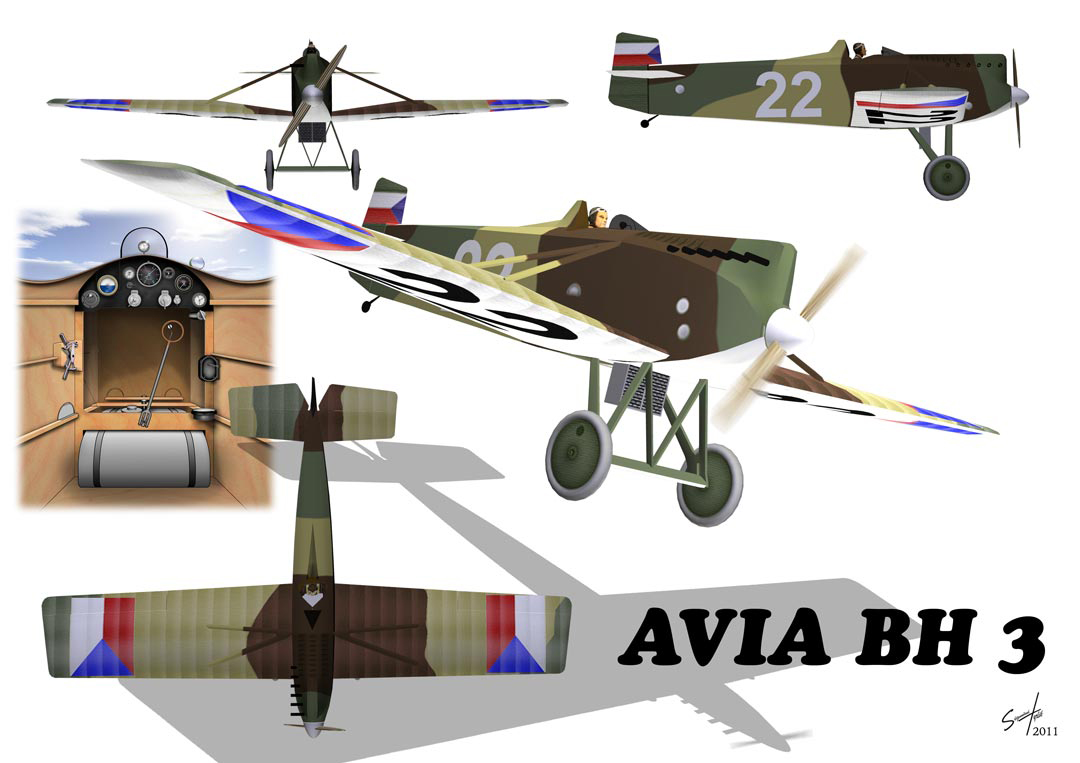
Avia BH-3 - Závod o cenu presidenta republiky Československé 1923

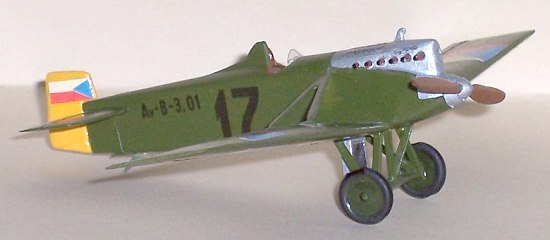
Model druhého prototypu

Údaje dle

### Technické údaje
- Osádka: 1
- Rozpětí: 10,24 m
- Délka: 6,98 m
- Výška: 2,78 m
- Nosná plocha: 15,76 m²
- Prázdná hmotnost: 720 kg
- Vzletová hmotnost: 1020 kg
- Zatížení na jednotku plochy: 64,5 kg/m²
- Pohonná jednotka: 1 × šestiválcový řadový motor BMW IIIa (185 k/136 kW)

### Výkony
- Maximální rychlost u země: 225 km/h
- Maximální rychlost ve výšce 4000 m: 240 km/h
- Minimální rychlost: 90 km/h
- Přistávací rychlost: 75 km/h
- Délka rozjezdu: 95 m
- Délka dojezdu: 105 m
- Dostup: 8000 m
- Dolet: 450 km
- Čas výstupu do 1000 m: 1 min 50 s
- Čas výstupu do 3000 m: 6 min
- Čas výstupu do 5000 m: 10 min 30 s

### Výzbroj
- 2× synchronizovaný kulomet Vickers ráže 7,7 mm